# Stella Sommer

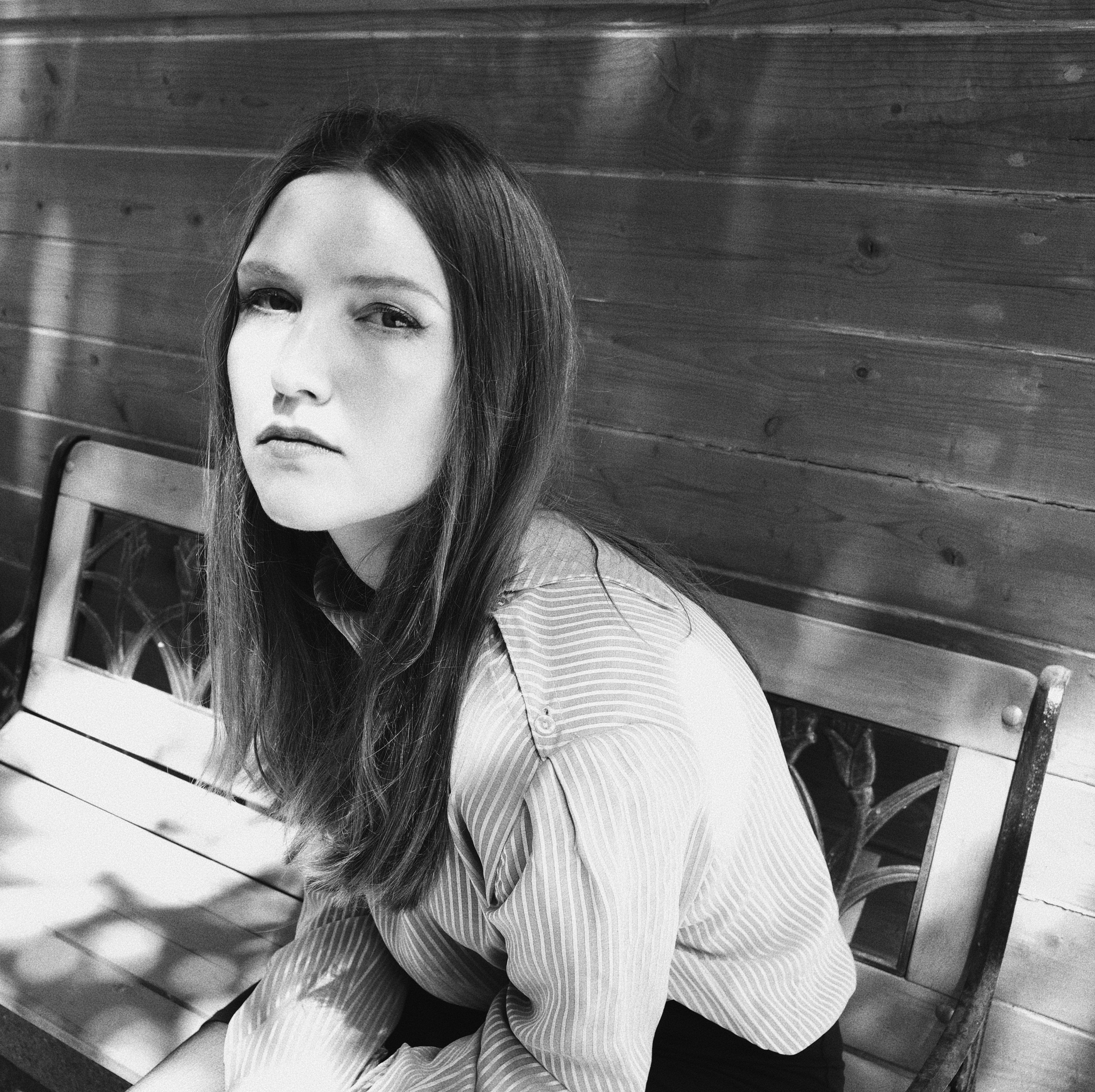
Stella Sommer 2020

Stella Sommer (* 1987 in Husum) ist eine deutsche Sängerin, Songwriterin und Musikerin.

## Leben
Sommer wuchs an der Nordsee im Kurort St. Peter-Ording auf und lebt in Berlin.
Seit 2010 ist sie das einzige feste Mitglied und die alleinige Songwriterin ihres Projekts Die Heiterkeit und veröffentlichte in den Jahren 2018, 2020 und 2022 drei englischsprachige Soloalben, welche auch international Beachtung fanden. Des Weiteren komponierte sie Musik für mehrere Theaterstücke.
Ihr Lieblingssongwriter ist Bob Dylan, ihr Lieblingssänger Elvis Presley.

## Kritiken
Für ihre Veröffentlichungen erhielt Sommer teils herausragende Kritiken in der Musikpresse. So erhielt das Heiterkeit-Album Was passiert ist (2019) 10/10 Punkten bei Spiegel Online und wurde dort zu einem der besten Alben des Jahres gekürt. Das Album Pop&Tod I+II wurde 2016 zu einem der „Popmomente des Jahres“ von der Süddeutschen Zeitung erklärt. Die Spex urteilte, dass „niemand die diffuse Gefühlslage ihrer Generation so gut in Musik packen kann wie Stella Sommer“, und die taz nannte sie eine „Ausnahmemusikerin“.
Auch ihr zweites englischsprachiges Soloalbum Northern Dancer (2020) erhielt gute Kritiken, u. a. war es bei Der Spiegel unter den besten zehn Alben des Jahres und das Berliner Stadtmagazin Tip wählte es zum besten Berliner Album des Jahres 2020.
2022 erschien ihr Doppelalbum Silence Wore a Silver Coat (Buback Tonträger), welches Sommer zum ersten Mal auch selbst produzierte. Lediglich die Singles wurden auf Streamingdiensten zur Verfügung gestellt, das gesamte Album jedoch nicht. Auch dieses Album erhielt erneut sehr gute Kritiken.
2016 gründete sie gemeinsam mit Drangsal das Indie-Pop-Duo Die Mausis. Im Juni des Jahres coverten sie für ihren ersten gemeinsamen Song Blue Moon von Rodgers & Hart. 2017 erschienen Die Mausis EP und die Single A Mausi Christmas.
Das Debütalbum In einem blauen Mond wurde 2024 beim Käsescheiben-Label veröffentlicht.

## Diskografie
- 2010: Die Heiterkeit – Die Heiterkeit 7" (EP)
- 2012: Die Heiterkeit – Herz aus Gold (Staatsakt)
- 2013: Die Heiterkeit – Daddy’s Girl 12" (Staatsakt)
- 2014: Die Heiterkeit – Monterey (Staatsakt)
- 2016: Die Heiterkeit – Pop&Tod I+II (Buback Tonträger)
- 2017: Die Mausis – Die Mausis EP (Buback Tonträger)
- 2018: Stella Sommer – 13 Kinds of Happiness (Affairs of the Heart)
- 2019: Die Heiterkeit – Was passiert ist (Buback Tonträger)
- 2020: Stella Sommer – Northern Dancer (Northern Dancer Records)
- 2022: Stella Sommer – Silence Wore a Silver Coat (2LP/ Buback Tonträger)
- 2024: Die Mausis – In einem blauen Mond (Käsescheiben/My Favourite Chords/Broken Silence)[20]
- 2025: Die Heiterkeit - Schwarze Magie (Buback Tonträger)